# Molbo
Molbo na horním toku Molvo (rusky Молбо, Молво) je řeka v Irkutské oblasti a v Jakutské republice v Rusku. Je dlouhá 334 km. Plocha povodí měří 6040 km².

## Průběh toku
Pramení na severovýchodním okraji Patomské planiny, jíž také protéká. Ústí do Čary (povodí horního toku Leny).

## Vodní režim
Zdrojem vody jsou převážně sněhové srážky. Zamrzá v říjnu a rozmrzá v květnu. Nejvyšších vodních stavů dosahuje od května do září.